# Jean-Joseph Goyard
Pour l’article homonyme, voir Goyard.
Jean-Joseph Goyard est un homme politique français né le 19 avril 1738 à Moulins (Allier) et mort le 23 juillet 1807 à Toulon-sur-Allier (Allier).

## Biographie
Avocat en parlement, grenetier au grenier à sel de Moulins à la suite de son père, il est député du tiers état aux États généraux de 1789 pour la sénéchaussée de Moulins, votant avec la majorité.
Il est élu député de l'Allier au Conseil des Anciens le 28 vendémiaire an IV.

## Sources
- Ressource relative à la vie publique :   - Base Sycomore
- Notices d'autorité :   - VIAF
  - BnF (données)
- « Jean-Joseph Goyard », dans Adolphe Robert et Gaston Cougny, Dictionnaire des parlementaires français, Edgar Bourloton, 1889-1891 [détail de l’édition]